# جدول غوره مختار
جدول‌غوره مختار یکی از روستاهای استان کهگیلویه و بویراحمد است که در دهستان سررود شمالی، بخش مرکزی شهرستان بویراحمد قرار دارد و در نزدیکی شهر یاسوج واقع شده است.

## ریشه نام
نام این روستا از واژهٔ محلی «غور» (به معنی گودال در لری بویراحمدی) گرفته شده است. این اسم به خاطر ویژگی‌های جغرافیایی منطقه—قسمتی گود یا فرورفته—به جدول‌غوره یا جوغوره معروف شده است.

## موقعیت و راه‌های ارتباطی
مختصات جغرافیایی ۳۰°۴۰′۵۹″شمالی ۵۱°۳۱′۳۵″شرقی / ۳۰٫۶۸۲۹۷۲°شمالی ۵۱٫۵۲۶۴۹۴°شرقی و ارتفاع آن از سطح دریا حدود ۱۸۷۰ متر است.
روستا از **دو سمت به کمربندی شهر یاسوج** متصل است و علاوه بر جاده آسفالته، دسترسی از طریق **جاده مهریان** نیز امکان‌پذیر است.
پیش‌بینی می‌شود مسیرهای ارتباطی جدیدی مانند **پل کشاورز** و **راه جوشکاران** به روستا متصل شود—مسیرهایی که گفته می‌شود به کاهش بار ترافیکی و تسهیل تردد اهالی کمک خواهد کرد ۰.

## جمعیت
بر اساس سرشماری سال ۱۳۹۵، جمعیت ۳۴۱ نفر (۷۹ خانوار) ثبت شده است. این در حالی است که در سال ۱۳۸۵ جمعیت برابر با ۳۰۷ نفر (۵۴ خانوار) بود. تقریباً رشد سالانه ۱٫۰۵٪ است.

## زیرساخت‌ها و چالش‌ها

### آب‌رسانی
در خرداد ۱۴۰۳ جمعی از اهالی روستا مقابل شرکت آب و فاضلاب استان تجمع کردند و نسبت به کمبود شدید آب آشامیدنی و خرابی لوله‌های آب اعتراض کردند ۱.

### طرح هادی
از سال ۱۳۹۷ اعتراضات رسمی مردمی نسبت به اجرای پروژهٔ طرح هادی بدون مشورت اهالی آغاز شد؛ تجمعات‌هایی برگزار شده و مردم دغدغه‌هایی از دست دادن حق مالکیت اراضی، تغییر کاربری غیرمجاز و فقدان پاسخ از سوی بنیاد مسکن مطرح کردند ۲.

### موقعیت راهبردی و توسعه‌نیافتگی
با وجود نزدیکی به مرکز استان و قرارگیری در مسیر توسعه شهری یاسوج، روستا وضعیت زیرساختی نسبی محرومی دارد. ترکیب شرایط مسیر اصلی، بار مهاجرت، و کمبود خدمات توسعه‌ای، اهمیت توجه ویژه به این مکان را افزایش داده است.

## امکانات عمومی
یک مدرسهٔ ابتدایی در روستا وجود دارد که مقطع ابتدایی را پوشش می‌دهد. برای تحصیل در سطوح بالاتر، دانش‌آموزان به مناطق اطراف مانند مهریان یا یاسوج مراجعه می‌کنند.
مرکز بهداشت ندارد؛ ساکنان برای دریافت خدمات درمانی باید به مهریان یا یاسوج مراجعه کنند. سایر خدمات رفاهی محلی محدود است.